# Distrito de El Carmen (Churcampa)
El Distrito peruano de El Carmen es uno de los 11 distritos que conforman la Provincia de Churcampa, ubicada en el Departamento de Huancavelica, bajo la administración del Gobierno Regional de Huancavelica, en la zona de los andes centrales del Perú.   Limita por el norte con el Distrito de Paucarbamba; por el sur con la Provincia de Acobamba; por el este con el Distrito de Locroja; y, por el oeste con el Distrito de Anco.
Desde el punto de vista jerárquico de la Iglesia católica, forma parte de la Diócesis de Huancavelica.

## Historia
La fecha de creación por ley de este distrito es el 10 de junio de 1955, dada en el gobierno del Presidente Manuel A. Odría.

## Geografía
El distrito con 9 anexos, Arma, Ccahuancho, Nuevo Chanchara, Pucuto, Ccahuacata, Ccochapampa, Paucapata, Palermo y su capital Paucarbambilla, San Pedro de Anccospata, Ccachona, Larcay
La población total en este distrito es de 3 102 personas y tiene un área de 73,12 km².

## Autoridades

### Municipales
- 2019-2022[6]

- - Alcalde: Prof.HUGO GALVAN DE LA PEÑA, Movimiento Independiente Trabajando para Todos (MITPT).

- 2015-2018[6]

- - Alcalde: EDGAR OBREGON RUIZ, Movimiento Independiente Trabajando para Todos (MITPT).
  - Regidores: Fredy Abregu Cahuaya (MITPT), Armando Navarro Trucios (MITPT), Elena Caso Ataypoma (MITPT), Pablo Bellido Quichca (MITPT), Feliciano Quispe Fernández (Movimiento Independiente Regional Ayllu).
- 2011-2014[7]
  - Alcalde: Fredy Alberto Talavera Yangali, Movimiento Proyecto Integracionista de Comunidades Organizadas (PICO).
  - Regidores: Teófilo Silvestre Condor (PICO), Prudencio Ariste Palomino (PICO), Marivel Cabrera Arana (PICO), Julián Felipe Ccora Tito (PICO),  Nicéforo Quispe Alvinagorta (Movimiento Regional Ayni).[8]
- 2007-2010
  - Alcalde: Remigio Ñahui Ccora[9]

### Policiales
- Comisario:  PNP.

### Religiosas
- Diócesis de Huancavelica[10]
  - Obispo de Huancavelica: Monseñor Isidro Barrio Barrio.[11]
- Parroquia
  - Párroco: Pbro.  .